# Karl Weule
Johann Conrad Karl Weule (Leipzig, 29 de febrer, 1864 - Idem., 19 d'abril, 1926) va ser un geògraf i etnòleg alemany. De 1901 a 1926 va ser professor a la Universitat de Leipzig, primer d'etnografia i prehistòria, de 1920 d'etnologia, i des de 1907 fins a la seva mort director del Museu d'Etnologia de Leipzig. A més de la seva investigació, també es va fer conegut com a autor d'obres populars sobre geografia i etnologia.

## Vida i obra
Karl Weule era fill d'un torner de fusta i va assistir a l'escola secundària a Hildesheim. El 1885 i el 1886 va assistir a conferències de geografia i estudis africans amb Hermann Wagner a la Universitat de Göttingen. El 1886 va anar a la Universitat de Leipzig per continuar la seva formació amb Friedrich Ratzel. Weule es va doctorar en geografia el 1891 amb el seu tractat Morfologia de les costes planes. Després es va preparar a Berlín per al servei exterior a les colònies alemanyes. Aquí, gràcies al seu contacte amb Ferdinand von Richthofen, es va incorporar al departament afro-oceànic del Museu d'Etnologia de Berlín com a ajudant d'investigació. Aquí va treballar en l'inventari de la col·lecció.
Weule va completar la seva habilitació el 1899 a la Universitat de Leipzig amb l'obra Der afrikanische Pfeil (La fletxa africana) per a les assignatures de geografia i etnologia. El mateix any va esdevenir segon director del Museu d'Etnologia (Grassimuseum) de Leipzig, en el desenvolupament sistemàtic del qual va participar. El 1901 Weule esdevingué professor associat d'etnografia i prehistòria i el 1920 professor titular d'etnologia al mateix càrrec. El 1906/07 va emprendre un viatge d'investigació a l'Àfrica oriental alemanya a la zona de l'altiplà de Makonde per dur-hi a terme una investigació de camp etnogràfica. El mateix any, després del seu retorn, va ser nomenat director del Museu d'Etnologia de Leipzig. El 1909, William Edward Burghardt Du Bois el va nomenar membre del consell d'administració de l'Encyclopedia Africana. L'any 1914, es va instal·lar un seminari universitari al museu i després es va fundar un "Institut de Recerca Saxó per a Etnologia" de gestió estatal. El 1917 va ser elegit membre de l'Acadèmia Alemanya de Ciències Naturals Leopoldina. El 1920 va ser nomenat el primer professor titular d'etnologia a Alemanya. A partir de 1921 fou portaveu del departament d'etnogràfic de la Societat Antropològica Alemanya i el 1925 portaveu de tota l'associació. El curs 1923/24, Weule va exercir com a degà del Departament Filològic-Històric de la Facultat de Filosofia de la Universitat de Leipzig.
Després de l'esmentat tractat geogràfic de 1902, tots els escrits posteriors de Weule es van dedicar al tema de l'etnografia. Durant la seva etapa com a director, els fons del museu es van multiplicar. Tanmateix, avui en dia es discuteixen sovint amb el rerefons de la tirania colonial.

## Polèmica
Durant el seu temps com a director del Museu Etnològic de Leipzig, la col·lecció del museu es va multiplicar per 120.000 objectes. A la nova àrea d'exposició titulada "Apropiació", que està dedicada a la història del museu i Karl Weule, s'hi exposen 120 objectes que va adquirir per al museu. Els objectes també inclouen "botí de guerra" de la Guerra Maji-Maji a l'Àfrica Oriental alemanya (1905). Segons estimacions, al voltant de 180.000 habitants van perdre la vida a causa del saqueig, els desplaçaments, les malalties i la fam. Aquest "botí de guerra" va ser detectat per Karl Weule i enviat a Leipzig.
Fins al 2019, hi havia un bust de bronze de Karl Weule sobre una base de pòrfir a l'escala del Museu Grassi. L'any 2019 es va traslladar al magatzem del museu. Una fotografia de l'artista fotogràfica Anja Nitz a la nova zona expositiva "Apropiacions" mostra el bust a la seva ubicació actual al dipòsit. L'any 2022, la base de pòrfir sobre la qual s'aixecava el bust de bronze va ser retirada amb martells pneumàtics pel col·lectiu d'artistes PARA.
PARA va fer els anomenats "escrúpols" a partir del material de la base. Es tracta de motlles d'una pedra del Kilimanjaro que va portar Hans Meyer (investigador africà) el 1889 quan va pujar a la muntanya. Segons diverses fonts, aquesta és la pedra del cim, encara que avui ja no es pot demostrar. La pedra està ara a la venda en una llibreria d'antiquaris austríac i PARA ser comprada amb els ingressos de la venda "Scrupel" per portar-la de tornada a Tanzània.

## Escrits (selecció)
- L'exploració de la superfície terrestre. Tercer volum de la col·lecció de llibres Espai i humanitat. Berlín-Leipzig-Viena 1902.
- La vida negra a l'Àfrica oriental. F.A. Brockhaus, Leipzig 1908, OCLC 9227722.
- Resultats científics del meu viatge de recerca etnogràfica al sud-est de l'Àfrica oriental alemanya. Berlín 1908, còpia digital
- La cultura dels sense cultura. Kosmos, Stuttgart 1910, OCLC 765353.
- Elements culturals de la humanitat. Kosmos, Stuttgart 1910, OCLC 780071976.
- Guia d'Etnologia. Bibliographical Institute, Leipzig/Viena 1912, OCLC 9822449.
- La societat primitiva i la seva cura per la vida. Kosmos, Stuttgart 1912, OCLC 1204341.
- De l'osca a l'alfabet. Formes originals d'escriptura. Kosmos, Stuttgart 1915, OCLC 1629349.
- La guerra a les profunditats de la humanitat. Franckh, Stuttgart 1916, OCLC 72665507.
- Tecnologia química dels pobles primitius. Beginnings of the Mastery of Nature II, Kosmos Society of Nature Friends, Franckh'sche Verlagshandlung, Stuttgart 1922.